# The Big Uneasy
Pour plus de détails, voir Fiche technique et Distribution.
The Big Uneasy est un film documentaire américain réalisé par Harry Shearer et sorti en 2010. Le film s'attarde sur les conséquences de l'ouragan Katrina sur La Nouvelle-Orléans, notamment pourquoi la ville s'est retrouvée inondée.

## Fiche technique
- Titre original : The Big Uneasy
- Réalisation : Harry Shearer
- Scénario : Harry Shearer
- Photographie : Arlene Nelson
- Montage : Tom Roche
- Musique :
- Costumes : Patricia Gorman
- Producteur : Karen Murphy et Christine O'Malley
- Sociétés de production :
- Sociétés de distribution :
- Pays d'origine :  États-Unis
- Langue originale : anglais
- Format : couleur
- Genre : Documentaire
- Durée : 98 minutes
- Dates de sortie : États-Unis : 30 août 2010

## Distribution

### Narrateurs
- Harry Shearer
- John Goodman
- Brad Pitt
- Jennifer Coolidge
- Wendell Pierce
- Will Lyman

### Intervenants
- Ivor van Heerden
- Bob Gramling
- Robert Bea
- William Freudenburg
- Jeffrey Bedey
- Michael Grunwald
- Karen Durham-Aguilera
- Maria Garzino
- Clancy DuBos
- Libra LaGrone
- Phillip Manuel
- Thom Pepper
- Vera Triplett
- John M. Barry
- Denise Berthiaume
- Richard Campanella
- Tad Benoit
- Sherwood Gagliano
- Carlton Dufrechou
- Garret Graves
- Stephen Perry
- Robert Sinkler
- Craig Taffaro
- David Waggonner
- Pierce O'Donnell
- Stanwood Duval Jr.
- LaToya Cantrell